# Захаров Руслан Альбертович
Руслан Альбертович Захаров (рос. Руслан Альбертович Захаров) — російський ковзаняр, спеціаліст з бігу на короткій доріжці, олімпійський чемпіон,  призер чемпіонату Європи.
Золоту олімпійську медаль та звання олімпійського чемпіона Захаров здобув разом із товаришами з російської команди в естафеті на 5000 м на Сочинській олімпіаді 2014 року.

## Зовнішні посилання
- Досьє на сайті Міжнародного союзу ковзанярів [Архівовано 26 лютого 2021 у Wayback Machine.]

## Виноски
1. ↑  Sports Reference Profile. Архів оригіналу за 17 квітня 2020. Процитовано 12 травня 2018.